# Apache Junction
Pour les articles homonymes, voir Junction (homonymie).
Apache Junction est une ville située dans les comtés de Pinal et Maricopa, en Arizona, aux États-Unis. 
Sa population était de 32 297 habitants selon les estimations de 2005. Elle se situe au cœur du désert de Sonora, dans l'agglomération de Phoenix.

## Curiosités
Le ranch de cinéma Apacheland Movie Ranch était situé dans la région.

## Démographie
| 1970  | 1980  | 1990   | 2000   | 2010   | - |
| ----- | ----- | ------ | ------ | ------ | - |
| 2 390 | 9 935 | 18 100 | 31 814 | 35 840 | - |